# إريك ألفرد كنودسن
اريك ألفرد كنودسن هو سياسي أمريكي، ولد في 29 يوليو 1872، وتوفي في 12 فبراير 1957.